# Cantonul Irigny
Cantonul Irigny este un canton din arondismentul Lyon, departamentul Rhône, regiunea Rhône-Alpes, Franța.

## Comune
- Charly
- Irigny (reședință)
- Pierre-Bénite
- Vernaison